# 稲葉洸太郎
稲葉 洸太郎（いなば こうたろう、1982年12月22日）は、東京都出身の元フットサル選手、フットサル指導者。ポジションはAla。暁星小学校、暁星中学校、暁星高等学校、武蔵大学経済学部卒業。フランス語検定3級取得。メディア活動においてはベンヌ所属。

## 経歴
幼稚園のサッカークラブで年中からサッカーを始める。「サッカーに力を入れている」という理由から小・中・高一貫教育である暁星小学校に入学した。小学1年次から3年次までは、神奈川県横浜市に所在する少年サッカークラブ、あざみ野フットボールクラブに在籍し、小学4年次から6年次まではアストラジュニアでプレーした。中学1年次から高校3年次までは、暁星中・高校のサッカー部でプレーした。中学および高校時代では、1学年先輩に前田遼一がいた。
高校3年次にサッカー部を引退後、友人と共にストリートサッカーを始める一方、フットサルを始め、「森のくまさん」というクラブチームを結成した。武蔵大学入学後はサッカー部に所属せず、高校時代の友人らと共に民間のフットサルの大会に参加した。2003年からは、森のくまさんでの活動の傍ら、別のフットサルクラブである渋谷ユナイテッドに入団し公式リーグに参加するようになった。
2004年1月フットサル東京都選抜に選出されTOKYO FUTSAL FESTA2004に出場。2月史上最年少の21歳でフットサル日本代表に選出された。同年4月FIRE FOXに移籍し、翌2005年に関東フットサルリーグ、全日本フットサル選手権大会、FUTSAL地域チャンピオンズリーグの三冠獲得に貢献した。
2005 AFCフットサル選手権で負傷。半年後未完治の状態で復帰するも負傷してしまい数試合しか試合に出られなかった。その間オフィシャルサイト開設の打ち合わせ中スポンサー契約をしてくれる企業を探していると話したところ承諾を受け株式会社イクイップル入社フットサル中心の生活となる。
2006年自身のオフィシャルサイトを開設し、記念イベントとしてフットサル大会「Copa de Kotaro（コパデコ）」開催。
2007年にFリーグが設立されると、Fリーグに参加したバルドラール浦安フットボールサラに移籍。クラブは2007-08と2008-09の2シーズン連続で2位となった。2008年には第13回全日本フットサル選手権大会で優勝。
2009-10シーズン開幕前の2009年8月14日の練習中に負傷し、右膝半月板損傷と骨膜炎で戦線から離脱した。手術・リハビリ後、2010年1月17日に復帰するも、2009-10シーズンのチームは6位だった。
2013年3月から4月までベトナムのタイソンナムFCでプレーした。
2018年4月、Fリーグディビジョン2のY.S.C.C.横浜に加入した。2019-20シーズンにはチームがF2リーグ優勝と昇格を果たし、自身はF2リーグの最優秀選手賞を受賞。同シーズン限りで現役を引退。
2020年5月、東京ヴェルディフットサルクラブのプロモーションディレクターに就任した

## 代表歴
- 2004年 - 2016年 フットサル日本代表
  - 2004 AFCフットサル選手権 準優勝
  - 2005 AFCフットサル選手権 準優勝
  - 2008 AFCフットサル選手権 3位
  - 2008 FIFAフットサルワールドカップ グループリーグ敗退
  - 2012 AFCフットサル選手権 優勝
  - 2012 FIFAフットサルワールドカップ ベスト16
  - 2014 AFCフットサル選手権 優勝

## 指導歴
- 2001年-2003年　暁星小学校サッカー部コーチ
- 2004年　暁星マルセーエーズ コーチ

## その他
- 関口宏の東京フレンドパークII（2009年6月11日出演）
- 2011年　契約メーカーをadidasからPANTANALに変更し、ブランドイメージモデルも務める。
- 2012年　自身がプロデューサーとしてPANTANAL公認フットサルウェアショップanelfutオープン。